# Phalaenopsis lowii
Phalaenopsis lowii Rchb.f., 1862 è una pianta della famiglia delle Orchidacee originaria del Sudest asiatico.

## Descrizione
È un'orchidea epifita e talvolta litofita, di piccola taglia, a crescita monopodiale.
 Presenta un corto fusto eretto o ascendente, avvolto dalle basi delle foglie che sono carnose, a forma da ellittica a obovata fino a oblungo-ellittica, acute oppure ottuse all'apice. La fioritura avviene normalmente dall'estate fino all'autunno, mediante un'infiorescenza racemosa o più raramente paniculata che aggetta lateralmente, lunga da 25 a 40 centimetri, arcuata o pendula, lassa, ricoperta di brattee floreali di forma triangolare che porta pochi fiori. Questi hanno lunga durata, sono grandi mediamente 5 centimetri, sono gradevolmente profumati, hanno consistenza spessa e cerosa e sono di colore che sfuma dal bianco al rosa in petali e sepali, mentre il labello è di un rosa carico. Caratteristica di questo fiore è il lungo rostello arcuato.

## Distribuzione e habitat
La specie è diffusa in Myanmar e Thailandia.
Cresce epifita e talvolta litofita su bastionate di rocce calcaree, in prossimità di corsi d'acqua, dal livello del mare a 800 metri di quota.

## Sinonimi
Polychilos lowii (Rchb.f.) Shim, 1982

Doritis lowii (Rchb.f.) T.Yukawa & K.Kita, 2005

Phalaenopsis proboscidioides C.S.P.Parish ex Rchb.f., 1868

Phalaenopsis lowii f. alba O.Gruss, 2001

## Coltivazione
Questa pianta è bene coltivata in panieri appesi, su supporto di sughero oppure su felci arboree e richiede in coltura esposizione luminosa, ma all'ombra, temendo la luce diretta del sole, con temperature moderatamente calde con frequenti irrigazioni durante la fase vegetativa e temperature fresche durante la fase di riposo.